# BMW Open 2021
BMW Open 2021 byl tenisový turnaj pořádaný jako součást mužského okruhu ATP Tour, který se odehrával v areálu MTTC Iphitos na otevřených antukových dvorcích. Probíhal mezi 26. dubnem až 2. květnem 2021 v německém Mnichově jako čtyřicátý sedmý ročník turnaje. V sezóně 2020 se turnaj nekonal pro pandemii covidu-19.
Turnaj s rozpočtem 481 270 eur patřil do kategorie ATP Tour 250. Nejvýše nasazeným hráčem ve dvouhře se stal šestý tenista světa a dvojnásobný vítěz Alexander Zverev z Německa, kterého ve čtvrtfinále vyřadil běloruský kvalifikant Ilja Ivaška. Jako poslední přímý účastník do singlové soutěže nastoupil 87. hráč žebříčku, Američan Sebastian Korda.
Pátý singlový titul na okruhu ATP Tour získal 29letý Gruzínec Nikoloz Basilašvili, jenž na německých antukových turnajích navázal na dva triumfy z Hamburg European Open.  První společnou deblovou trofej na túře ATP vyhráli Nizozemec Wesley Koolhof s Němcem Kevinem Krawietzem.

## Rozdělení bodů a finančních odměn

### Rozdělení bodů
| Soutěž  | vítězové | finalisté | semifinalisté | čtvrtfinalisté | 16 v kole | 32 v kole | Q  | Q2 | Q1 |
| ------- | -------- | --------- | ------------- | -------------- | --------- | --------- | -- | -- | -- |
| dvouhra | 250      | 150       | 90            | 45             | 20        | 0         | 12 | 6  | 0  |
| čtyřhra | 250      | 150       | 90            | 45             | 0         | —         | —  | —  | —  |

### Finanční odměny
| Soutěž                              | vítězové | finalisté | semifinalisté | čtvrtfinalisté | 16 v kole | 32 v kole | Q2      | Q1      |
| ----------------------------------- | -------- | --------- | ------------- | -------------- | --------- | --------- | ------- | ------- |
| dvouhra                             | 41 145 € | 29 500 €  | 21 000 €      | 14 000 €       | 9 000 €   | 5 415 €   | 2 645 € | 1 375 € |
| čtyřhra                             | 15 360 € | 11 000 €  | 7 250 €       | 4 710 €        | 2 760 €   | —         | —       | —       |
| částka ve čtyřhře je uvedena na pár |          |           |               |                |           |           |         |         |

## Mužská dvouhra

### Nasazení
| Stát                          | Hráč                | ATP | Nasazení |
| ----------------------------- | ------------------- | --- | -------- |
| Německo                       | Alexander Zverev    | 6.  | 1.       |
| Norsko                        | Casper Ruud         | 24. | 2.       |
| Rusko                         | Aslan Karacev       | 28. | 3.       |
| Srbsko                        | Filip Krajinović    | 33. | 4.       |
| Gruzie                        | Nikoloz Basilašvili | 36. | 5.       |
| Srbsko                        | Dušan Lajović       | 37. | 6.       |
| Německo                       | Jan-Lennard Struff  | 40. | 7.       |
| Austrálie                     | John Millman        | 43. | 8.       |
| Žebříček ATP k 19. dubnu 2021 |                     |     |          |

### Jiné formy účasti
Následující hráči obdrželi divokou kartu do hlavní soutěže:
- Yannick Hanfmann
- Philipp Kohlschreiber[6]
- Maximilian Marterer

Následující hráč obdržel zvláštní výjimku:
- Taró Daniel

Následující hráči postoupili z kvalifikace:
- Daniel Elahi Galán
- Ilja Ivaška
- Mackenzie McDonald
- Cedrik-Marcel Stebe

Následující hráči postoupili z kvalifikace jako tzv. šťastní poražení:
- Ričardas Berankis
- Norbert Gombos
- Andrej Martin

### Odhlášení
před zahájením turnaje
- Dan Evans → nahradil jej  Jegor Gerasimov
- Márton Fucsovics → nahradil jej  Ričardas Berankis
- Hubert Hurkacz → nahradil jej  Thiago Monteiro
- Aslan Karacev → nahradil jej  Norbert Gombos
- Jošihito Nišioka → nahradil jej  Pablo Cuevas
- Jannik Sinner → nahradil jej  Sebastian Korda
- Lorenzo Sonego → nahradil jej  Alexei Popyrin
- Stefano Travaglia → nahradil jej  Andrej Martin
- Jiří Veselý → nahradil jej  Federico Coria

v průběhu turnaje
- Yannick Hanfmann

### Skrečování
- Jegor Gerasimov
- Guido Pella

## Mužská čtyřhra

### Nasazení
| Stát                                                                                    | Hráč           | Stát      | Hráč           | ATP | Nasazení |
| --------------------------------------------------------------------------------------- | -------------- | --------- | -------------- | --- | -------- |
| Nizozemsko                                                                              | Wesley Koolhof | Německo   | Kevin Krawietz | 30. | 1.       |
| Austrálie                                                                               | John Peers     | Austrálie | Luke Saville   | 62. | 2.       |
| Belgie                                                                                  | Sander Gillé   | Belgie    | Joran Vliegen  | 67. | 3.       |
| Nový Zéland                                                                             | Marcus Daniell | Rakousko  | Philipp Oswald | 71. | 4.       |
| Žebříček ATP k 19. dubnu 2021; číslo je součtem žebříčkového postavení obou členů páru. |                |           |                |     |          |

### Jiné formy účasti
Následující páry obdržely divokou kartu do hlavní soutěže:
- Dustin Brown /  Peter Gojowczyk
- Marcelo Melo /  Mischa Zverev

### Odhlášení
před zahájením turnaje
- Wesley Koolhof /  Łukasz Kubot → nahradili je  Andrej Golubjev /  Andrea Vavassori
- Kevin Krawietz /  Horia Tecău → nahradili je  Yannick Hanfmann /  Dominik Koepfer
- Marcelo Melo /  Jean-Julien Rojer → nahradili je  Harri Heliövaara /  Emil Ruusuvuori
- Rajeev Ram /  Joe Salisbury → nahradili je  Wesley Koolhof /  Kevin Krawietz
- Ken Skupski /  Neal Skupski → nahradili je  Jonatan Erlich /  Divij Šaran

v průběhu turnaje
- Federico Coria /  Guido Pella
- Jonny O'Mara /  Ajsám Kúreší
- Yannick Hanfmann /  Dominik Koepfer

## Přehled finále

### Mužská dvouhra
- Nikoloz Basilašvili vs.  Jan-Lennard Struff, 6–4, 7–6(7–5)

### Mužská čtyřhra
- Wesley Koolhof /  Kevin Krawietz vs.  Sander Gillé /  Joran Vliegen, 4–6, 6–4, [10–5]